# Aberdeen F.C.
Aberdeen Football Club je škotski nogometni klub iz grada Aberdeena. Osnovan je 1903. Jedan od uspješnijih trenera kluba je Alex Ferguson koji je 1983. s klubom osvojio UEFA Kup pobjednika kupova pobijedivši Real Madrid u finalu.
Kluba nastupa na stadionu Pittodrie koji prihvaća 22.199 gledatelja i bio je prvi stadion u Ujedinjenom Kraljevstvu koji je bio potpuno natkriven i imao sva sjedeća mjesta. Njihovi najveći rivali su Dundee United i Rangers F.C.

## Klupski uspjesi

### Domaći upsjesi
Škotsko prvenstvo:
- Prvak (4): 1955., 1980., 1984., 1985.
- Doprvak (17): 1911., 1937., 1956., 1971., 1972., 1978., 1981., 1982., 1989., 1990., 1991., 1993., 1994., 2015., 2016., 2017., 2018.

Škotski kup:
- Osvajač (8): 1947., 1970., 1982., 1983., 1984., 1986., 1990., 2025.
- Finalist (9): 1937., 1953., 1954., 1959., 1967., 1978., 1993., 2000., 2017.

Škotski Liga kup:
- Prvak (6): 1956., 1977., 1986., 1990., 1996., 2014.
- Finalist (10): 1947., 1979., 1980., 1988., 1989., 1993., 2000., 2017., 2019., 2024.

Drybrough Cup:
- Prvak (2): 1971., 1980.

Summer Cup:
- Finalist (1): 1964.

### Lokalni uspjesi
North Eastern Football League  (FS - First Series, SS - Second Series) :
- Prvak (4): 1942./43.FS, 1942./43.SS, 1943./44.SS, 1944./45.SS
- Drugi (1): 1941./42.SS

Northern Football League (igrano s rezevnom momčadi):
- Prvak (2): 1906., 1911.

Southern League Cup:
- Prvak (1): 1946.

North Eastern Football League Cup  (FS - First Series, SS - Second Series) :
- Prvak (5): 1941./42.FS, 1942./43.FS, 1942./43.SS, 1944./45.FS, 1944./45.SS
- Finalist (1): 1941./42.SS

Aberdeenshire Cup:
- Prvak: 1888., 1889., 1890., 1898., 1902., 1904., 1905., 1907., 1908., 1909., 1910., 1912., 1913., 1914., 1915., 1920., 1922., 1923., 1924., 1925., 1926., 1927., 1928., 1929., 1930., 1931., 1932., 1933., 1934., 1981., 1982., 1983., 1988., 1990., 1991., 1993., 1998., 2003., 2004., 2005.

### Europski uspjesi
Kup pobjednika kupova:
- Prvak (1): 1982./83.

Europski superkup:
- Prvak (1): 1983.

## Treneri
- Jimmy Philip (1903. – 1924.)
- Patrick Travers (1924. – 1938.)
- David Halliday (1938. – 1955.)
- Davie Shaw (1955. – 1959.)
- Tommy Pearson (1959. – 1965.)
- Eddie Turnbull (1965. – 1971.)
- Jimmy Bonthrone (1971. – 1975.)
- Ally McLeod (1975. – 1977.)
- Billy McNeill (1977. – 1978.)
- Alex Ferguson (1978. – 1986.)
- Ian Porterfield (1986. – 1988.)
- Alex Smith &  Jocky Scott (1988. – 1992.)
- Willie Miller (1992. – 1995.)
- Roy Aitken (1995. – 1997.)
- Alex Miller (1997. – 1998.)
- Paul Hegarty (1998. – 1999.)
- Ebbe Skovdahl (1999. – 2002.)
- Steve Paterson (2002. – 2004.)
- Jimmy Calderwood (2004. – 2009.)
- Mark McGhee (2009. – 2010.)
- Craig Brown (2010. – 2013.)
- Derek McInnes (2013.-danas)

## Vanjske poveznice
- (engl.)Službene internetske stranice
- (engl.)AFC CHAT - neslužbene stranice navijača
- (engl.)Reds Online - interaktivne stranice navijača